# Saint-Péran
Saint-Péran (bret. Sant-Pêran) – miejscowość i gmina we Francji, w regionie Bretania, w departamencie Ille-et-Vilaine.
Według danych na rok 1990 gminę zamieszkiwało 169 osób, a gęstość zaludnienia wynosiła 18 osób/km² (wśród 1269 gmin Bretanii Saint-Péran plasuje się na 1005. miejscu pod względem liczby ludności, natomiast pod względem powierzchni na miejscu 858.).